# Agia Filothei
Agia Filothei, född Revoula Benizelos 1522, död 1589, är ett grekisk-ortodoxt helgon. 
Filothei tillhörde den adliga familjen Benizelos från Aten. Hennes familjs hem låg på den gata i Aten som nu heter St Filothei efter henne. Hon fick en hög bildning som barn, vilket var ovanligt för hennes kön. Hon blev vid 14 års ålder 1536 bortgift med den atenske adelsmannen Andrea Chila, i ett äktenskap som hade arrangerats av hennes föräldrar mot hennes vilja. Då hon blev änka vid 17 års ålder 1539 vägrade hon att gifta om sig enligt sin familjs önskan och ägnade sig i stället åt ett asketiskt liv i välgörenhet. 
År 1549, då hennes föräldrar var döda, blev hon nunna under namnet Filothei. Hon grundar ett kloster i Aten och blir dess abbedissa. Hon var starkt aktiv inom välgörenhet och upprättade skolor, hantverkstäder, sjukhus, hotell, barnhem, etc. Hennes sjukhus var öppet för både greker och turkar. Hon upprättade också flera filialer av klostret verksamhet på öarna i egeiska havet. Ett av hennes främsta mål ska ha varit att bevara det grekiska kulturella medvetandet under den osmanska ockupationen. Ett av Filotheis mest kontroversiella verksamheter var friköpandet av greker som tagits som slavar av turkarna, särskilt kvinnor som förts till haremen.
Hennes verksamhet orsakade en konflikt med både turkarna och atenarna, som vid ett tillfälle fängslade och torterade henne och plundrade hennes kloster. Hon blev frisläppt igen genom ingripande från grekisk sida, men 3 oktober 1588 överfölls hon av turkarna och torterades så svårt att hon avled av skadorna den 19 februari 1589. 